# VLSI Technology
A VLSI Technology, Inc foi uma empresa de tecnologia dos Estados Unidos que fabricava CIs sob encomenda. A empresa tinha sua sede em Silicon Valey e um escritório em San José. Juntamente com a LSI Logic, a VLSI Technology definiu os rumos do negócio de CIs ASIC, e foi determinante na transformação dos sistemas embarcados em produtos confiáveis.

## História
A empresa foi fundada em 1979 por um trio da Fairchild Semiconductor via Synertek (Jack Balletto, Dan Floyd e Gunnar Wetlesen) e por Doug Fairbairn do Xerox PARC e revista Lambda (posteriormente, VLSI Design).
Alfred J. Stein tornou-se CEO da empresa em 1982. Subsequentemente, a VLSI construiu sua primeira fábrica de semicondutores em San José, e posteriormente, outra fábrica em San Antonio, Texas.
A VLSI fez seu IPO em 1983, e constava do mercado de capitais da NASDAQ. Em junho de 1999, foi adquirida pela Philips Electronics e tornou-se uma subsidiária.